# Ženijní skupinové velitelství IV Opava
ŽSV Opava je linie československého opevnění, stavěného v letech 1933–1938. Tato linie se skládala z úseku začínající mezi Mokrými Lazci a Smolkovem, pokračovala na západ k Opavě, kterou linie obešla ze severu. Dále pokračovala kolem obce Milostovice až po Horní Benešov, kde se linie pomalu stáčí k severu a kopíruje řeku Opavu až po Karlovice a končí 5 km severně od Vrbna. Na linii opevnění navazovaly dvě tvrze, a to Šibenice a Milotický vrch. V této oblasti mělo být postaveno 108 objektů těžkého opevnění, z čehož bylo realizováno 27 objektů.

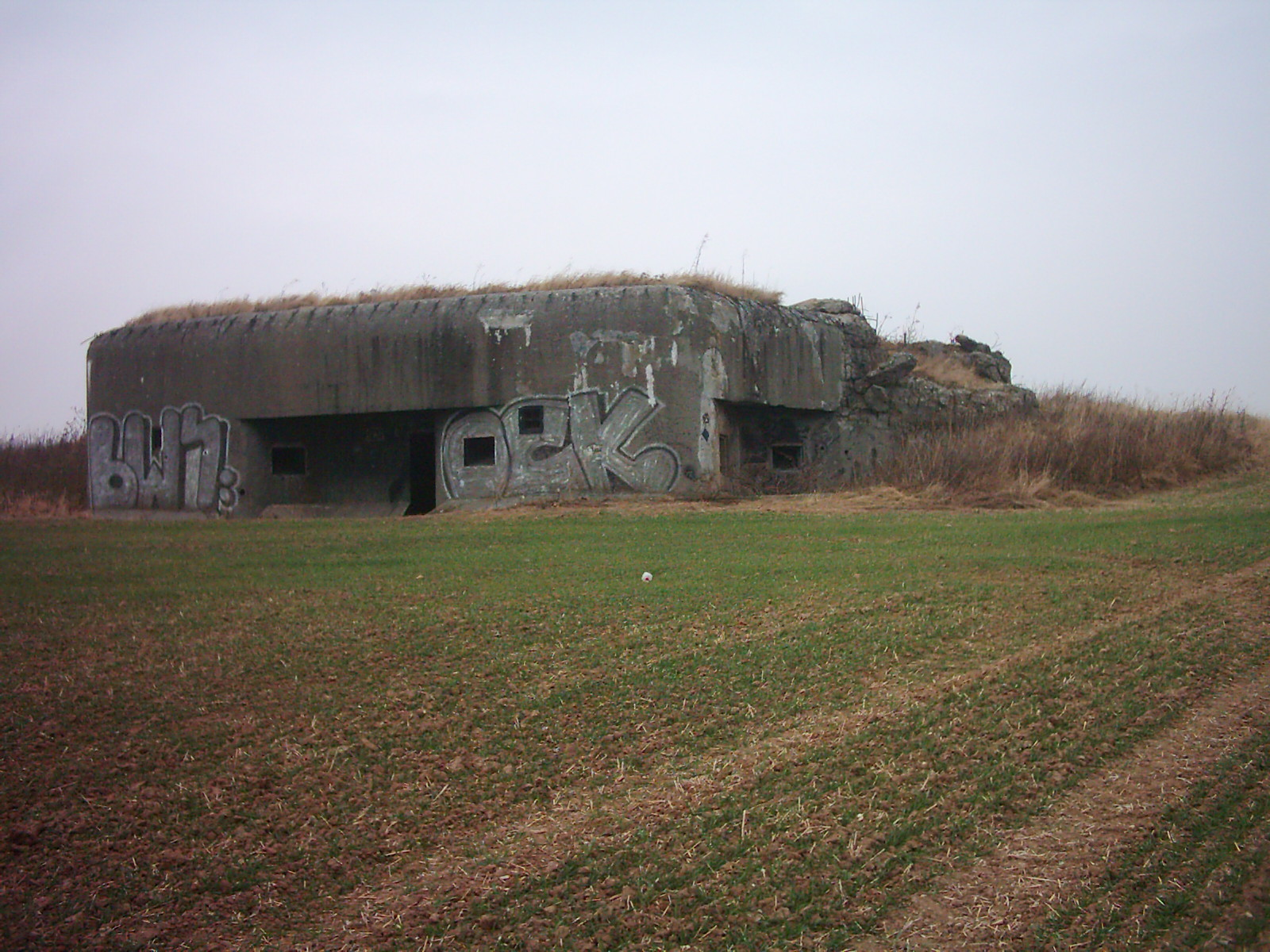
Izolovaný pěchotní srub OP-S 24 Na Gelově poli

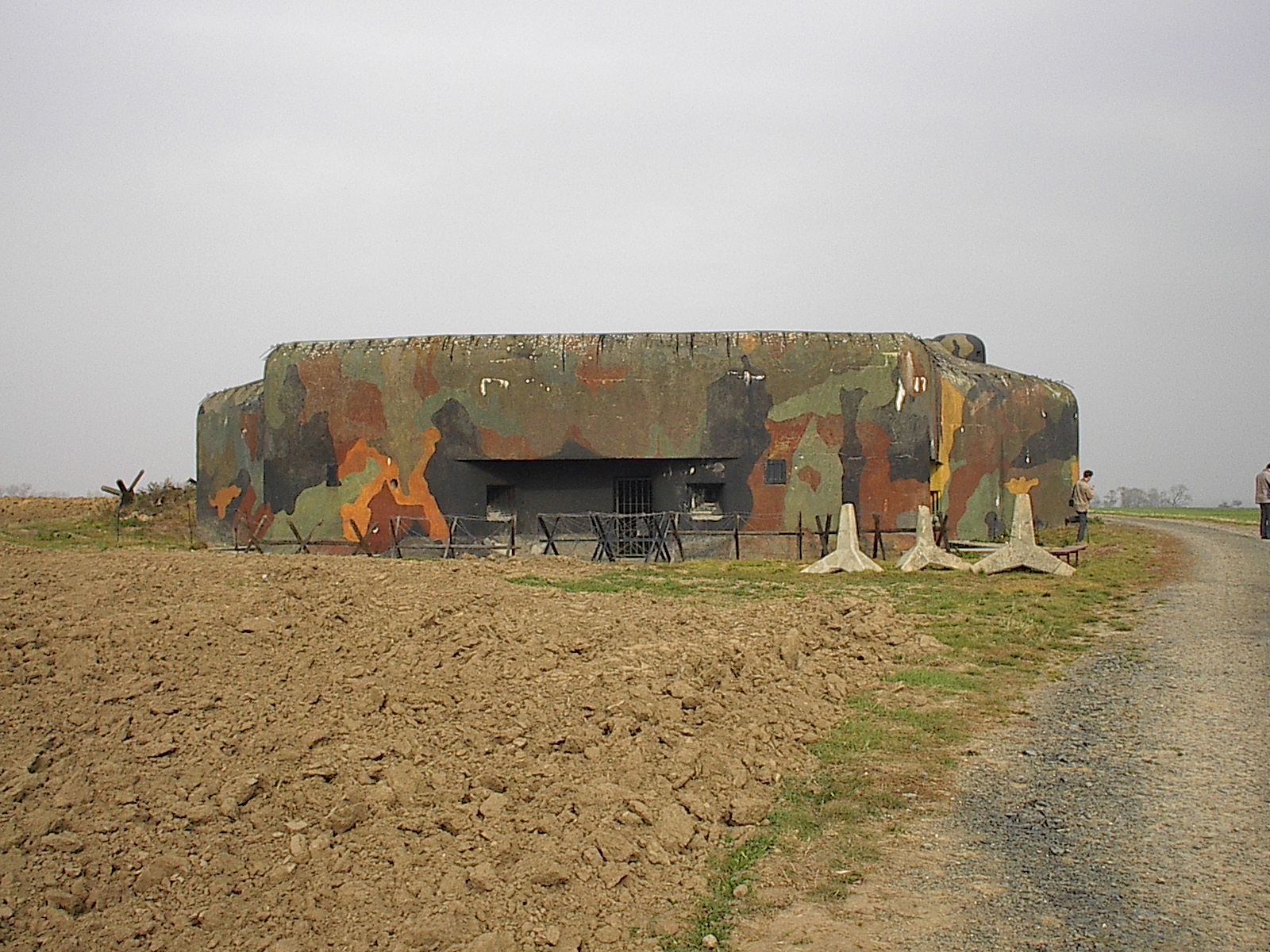
Izolovaný pěchotní srub OP-S 25 U trigonometru

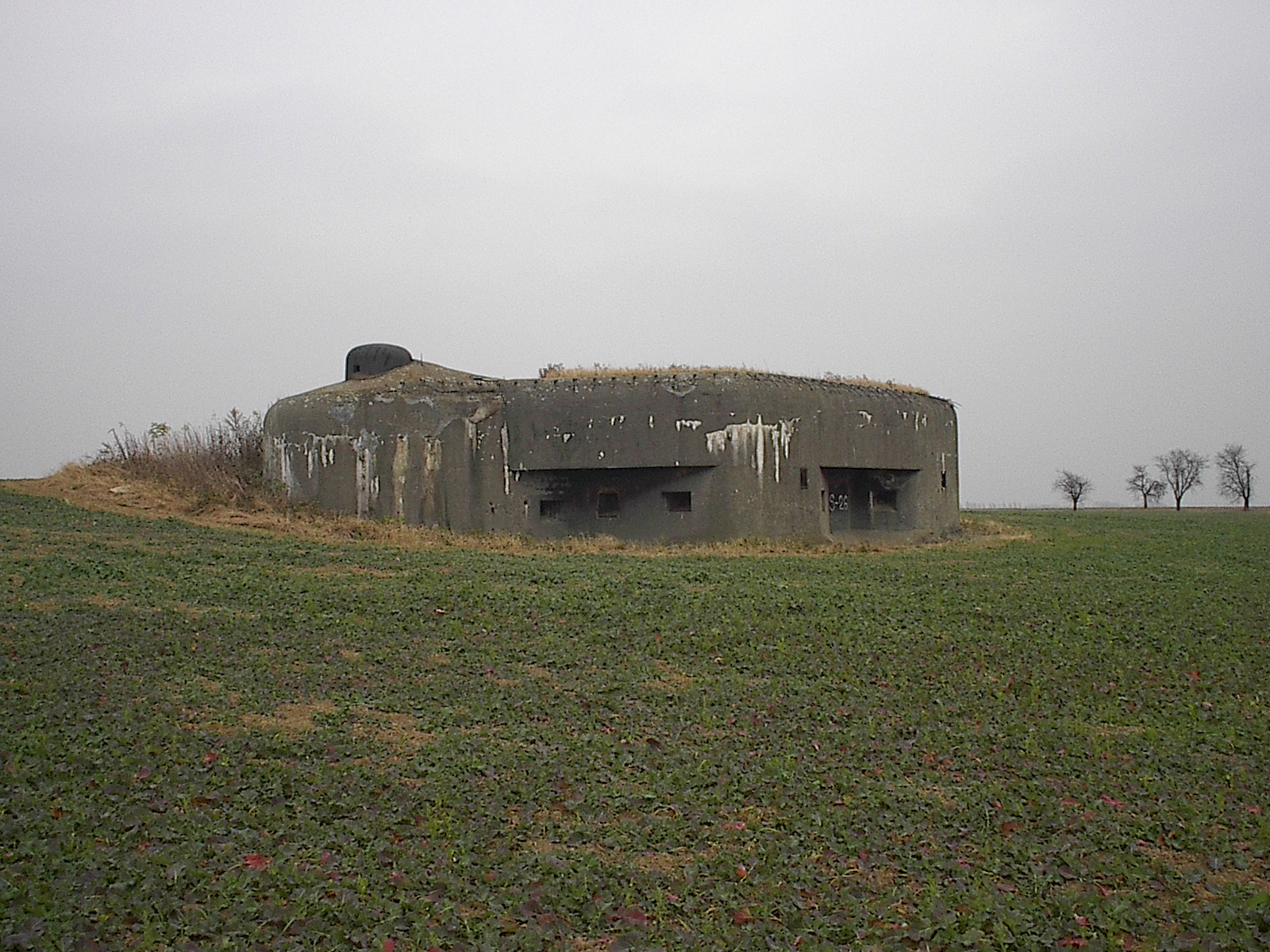
Izolovaný pěchotní srub OP-S 26 U Milostovic

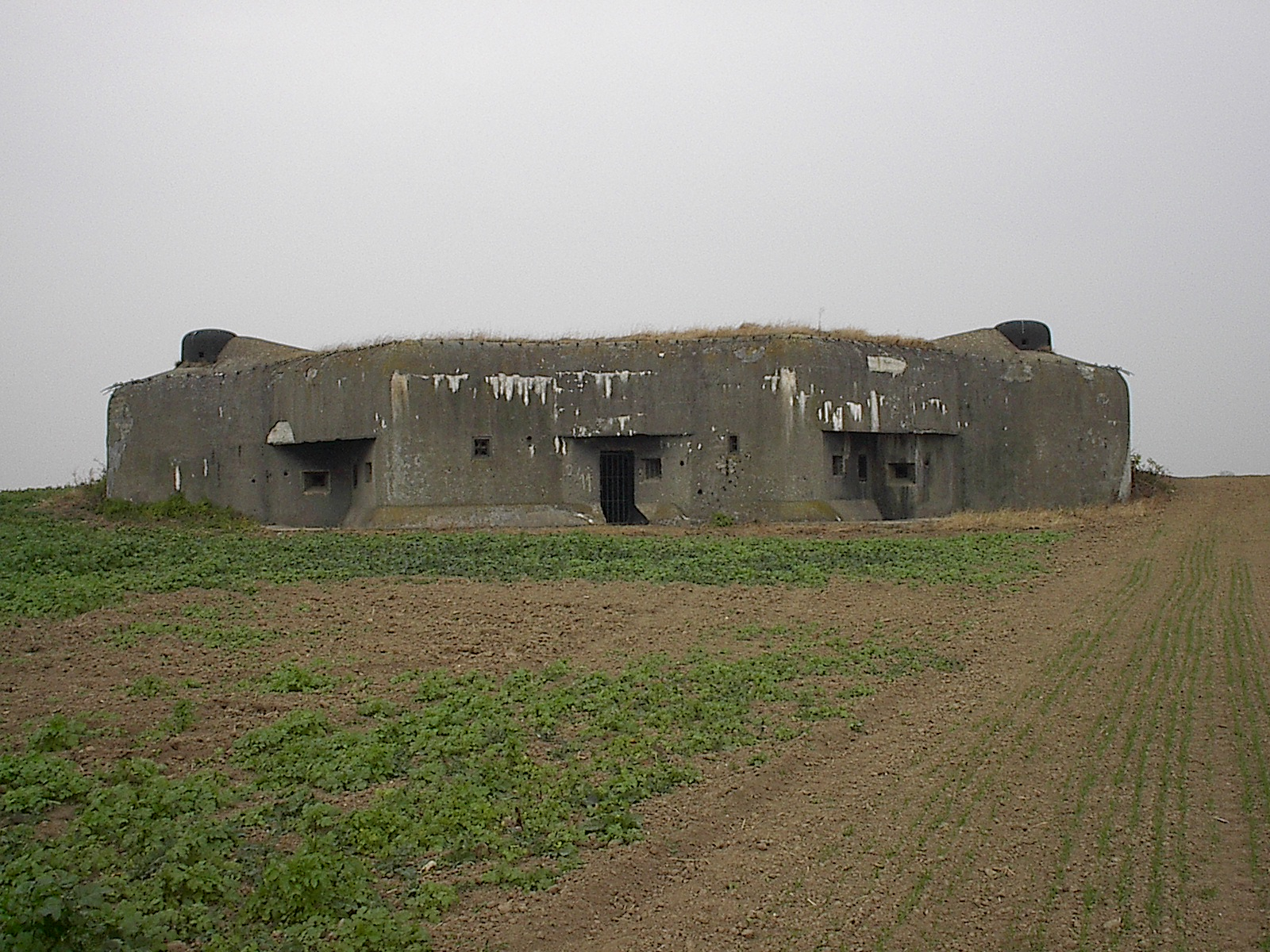
Izolovaný pěchotní srub OP-S 27 Paletovo pole

## Seznam opevnění
- OP-S 1
- OP-S 2
- OP-S 3
- OP-S 4
- OP-S 5
- OP-S 6
- OP-S 7
- OP-S 8
- OP-S 9
- OP-S 10
- OP-S 11
- OP-S 12
- OP-S 13
- OP-S 14
- OP-S 15
- OP-S 16
- OP-S 17
- OP-S 18
- OP-S 18a
- OP-S 19
- OP-S 20
- OP-S 21
- OP-S 22
- OP-S 23
- OP-S 24
- OP-S 25
- OP-S 26
- OP-S 27
- OP-S 28
- OP-S 29
- Sestava tvrze Šibenice
  - OP-Š-S 30
  - OP-Š-S 31
  - OP-Š-S 32
  - OP-Š-S 33
  - OP-Š-S 33a
  - OP-Š-S 34
  - OP-Š-S 35
  - OP-Š-S 35a
- OP-S 36a
- OP-S 36b
- OP-S 37
- OP-S 38
- OP-S 39
- OP-S 40
- OP-S 41
- OP-S 42
- OP-S 43
- OP-S 44
- OP-S 45a
- OP-S 45b
- OP-S 46
- OP-S 47
- OP-S 47a
- OP-S 48
- OP-S 48a
- OP-S 48b
- OP-S 49
- OP-S 50
- OP-S 51
- OP-S 52
- OP-S 53
- OP-S 54
- OP-S 55
- OP-S 56
- OP-S 57
- OP-S 58
- Sestava tvrze Milotický vrch
  - OP-S 59
  - OP-S 59
  - OP-S 60
  - OP-S 61
  - OP-S 62
  - OP-S 62a
- OP-S 60
- OP-S 63
- OP-S 64
- OP-S 64a
- OP-S 65
- OP-S 66
- OP-S 67
- OP-S 68
- OP-S 69
- OP-S 70
- OP-S 70a
- OP-S 71
- OP-S 72
- OP-S 73
- OP-S 73a
- OP-S 73b
- OP-S 74
- OP-S 75
- OP-S 76
- OP-S 77
- OP-S 78
- OP-S 79
- OP-S 79a
- OP-S 80
- OP-S 81
- OP-S 81a
- OP-S 82
- OP-S 83
- OP-S 83a
- OP-S 84
- OP-S 85
- OP-S 86
- OP-S 87
- OP-S 88
- OP-S 89
- OP-S 90